# Гірська порода

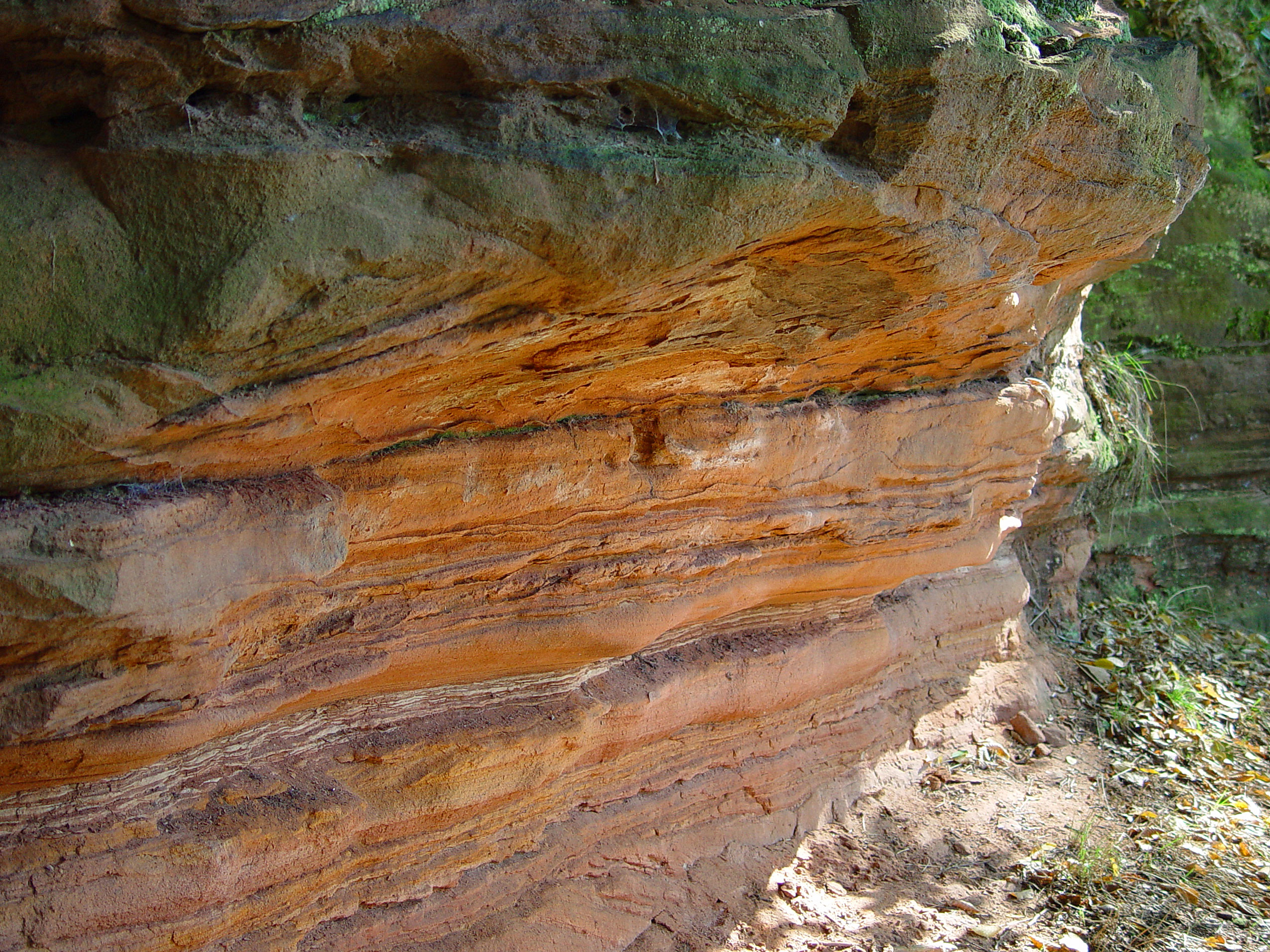
Осадова гірська порода пісковик.

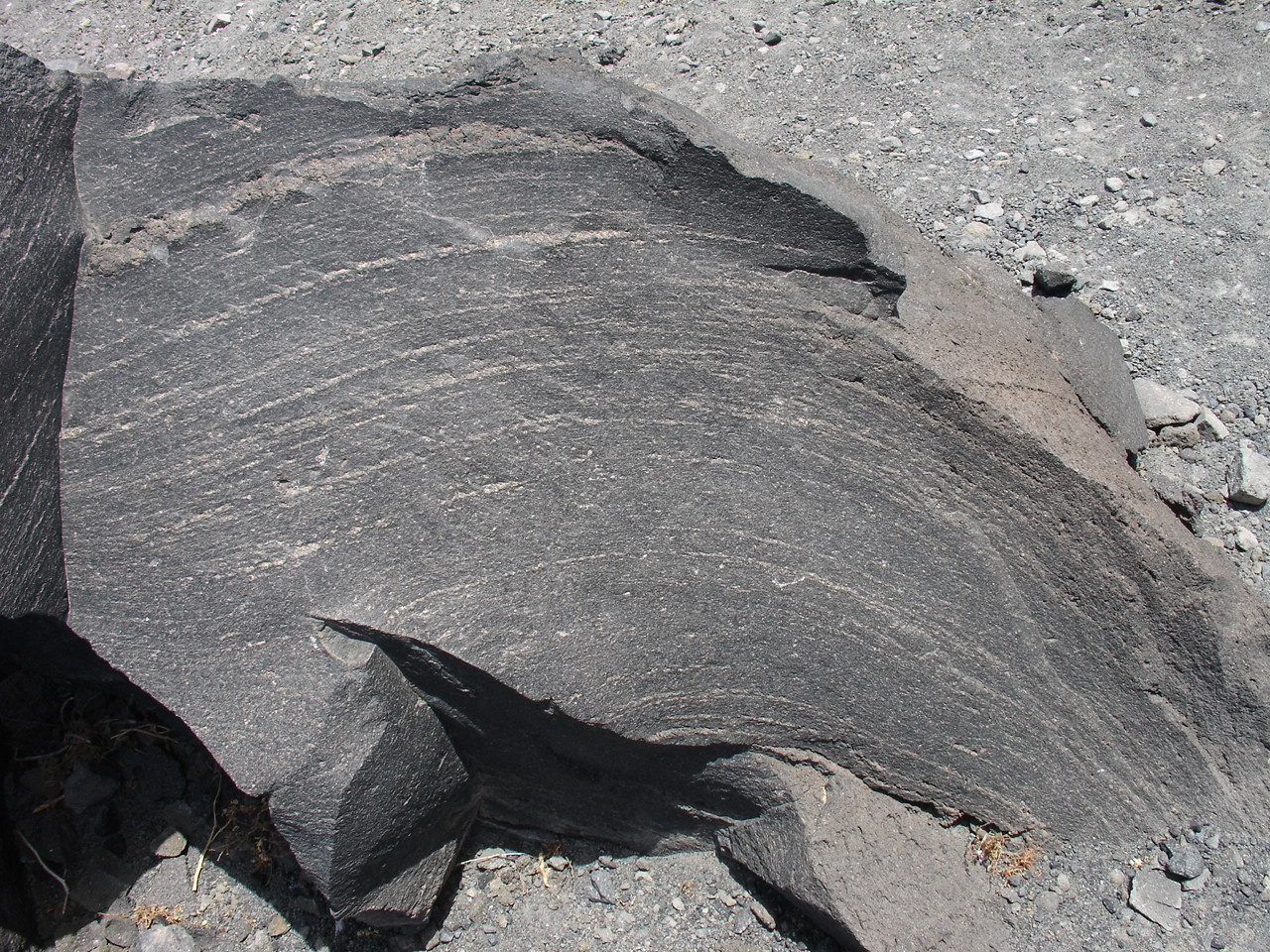
Магматична гірська порода (Греція). Є сліди потоків лави.

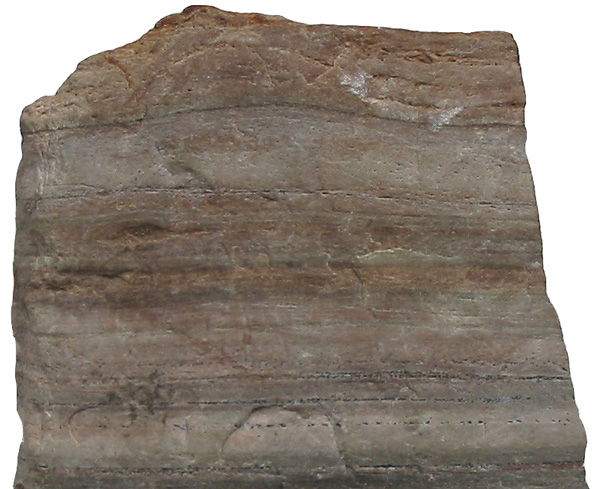
Кварцит — зразок метаморфічної породи.

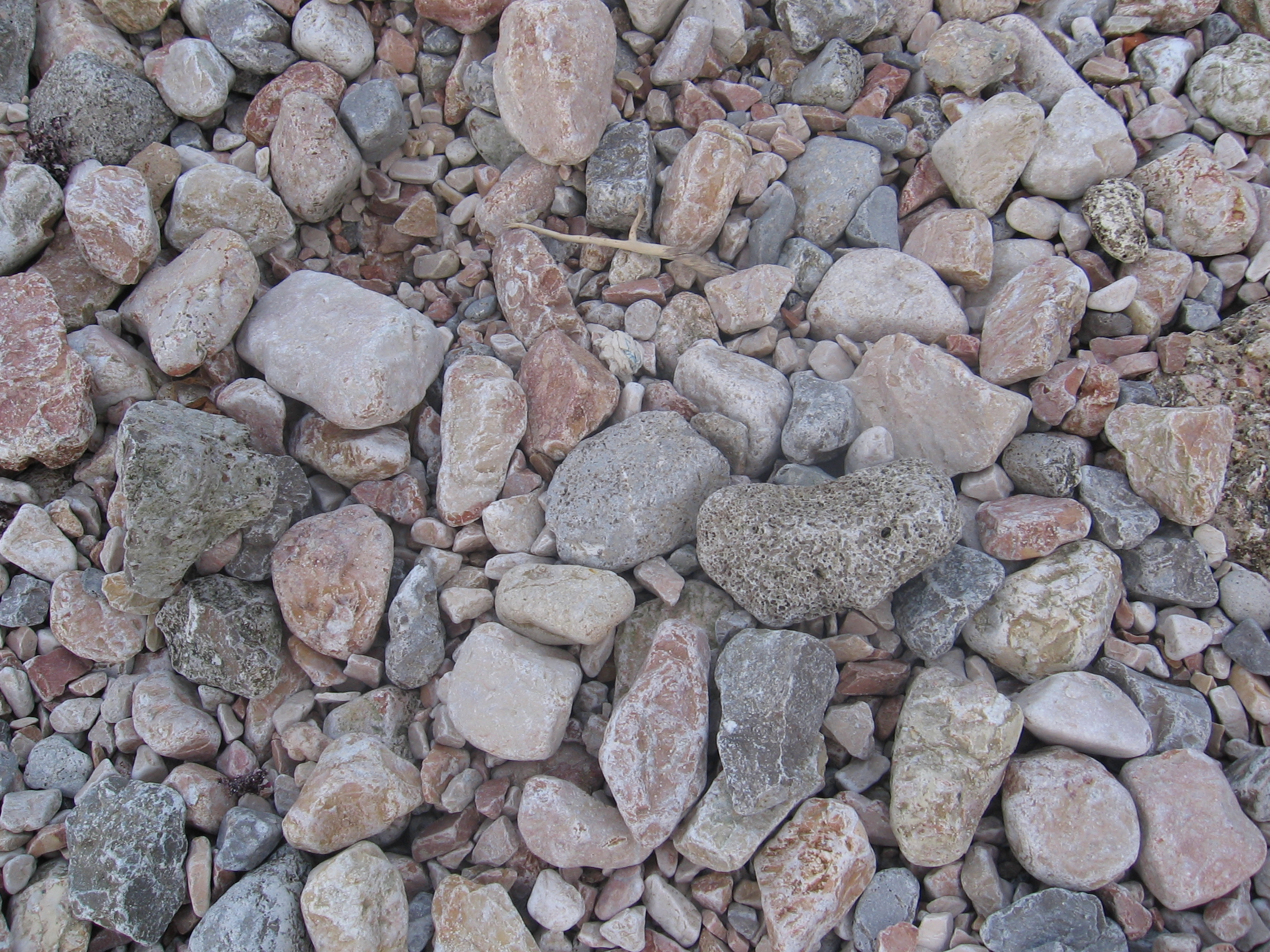
Природний щебінь — продукт вивітрювання гірських порід.

Гірські́ поро́ди — природні агрегати однорідних або різних мінералів, що виникли за певних геологічних умов у земній корі або на її поверхні, більш чи менш стійкі за складом, які утворюють самостійні геологічні тіла. Академік М. С. Шатський (1905—1960) визначав гірську породу, як парагенезис мінералів. Як правило, гірськими породами вважаються лише тверді тіла, хоча в широкому розумінні до гірських порід належать також рідкі речовини (вода, нафта тощо) та природні гази.
Природні скупчення мінеральних агрегатів вивчає петрографія (від грецьких слів грец. πετρα — камінь; γραφω — пишу) — геологічна наука, яка вивчає мінеральний склад гірських порід, їх будову, походження, умови залягання, розповсюдження та утворення корисних копалин (руд, вугілля, нафти, газу, солей та підземних вод). Крім того, інженерна геологія вивчає гірські породи як основу фундаментів для будівель і споруд, середовище і матеріал для будівництва, агрономія — як родючі ґрунтоутворювальні породи.

## Класифікація
Гірські породи розрізняються за походженням, мінеральним та хімічним складом, структурою, текстурою, властивостями та ін.

### За походженням
За походженням гірські породи поділяються на три великі групи: магматичні, осадові та метаморфічні.
- Магматичні гірські породи утворились внаслідок затвердіння речовини верхньої мантії Землі, природного силікатного розплаву — магми, яка піднімаючись уверх при геотектонічних процесах, охолоджувалась та тверднула. До них належать такі гірські породи:

- інтрузивні (глибинні) — магматичні гірські породи, що утворилися внаслідок кристалізації магми в глибинах земної кори. Формуються в умовах повільного охолодження магми під високим тиском і за активної участі легких компонентів. Мають повнокристалічну структуру, текстура порід звичайно масивна;
- гіпабісальні — загальна назва магматичних гірських порід, що утворилися на невеликих глибинах в товщі земної кори. За умовами залягання, складом і структурами гіпабісальні гірські породи займають проміжне положення між глибинними (абісальними) і ефузивними гірськими породами;
- ефузивні (виливні) — магматичні гірські породи, що утворилися внаслідок застигання вулканічної лави на земній поверхні. Поширені на території України. Структура — порфірова, текстура — пориста, пузириста;
- пірокластичні — уламкові гірські породи, що складаються переважно з вулканічних матеріалів.

- Осадові гірські породи утворились з продуктів руйнування будь-яких гірських порід, які випали в осад на поверхні землі або на дні водоймищ без участі або за допомогою живих організмів і поділяються на:

- теригенні (уламкові) — вид осадових відкладів світового океану. Геологічні відклади, що складаються з уламків гірських порід і мінералів, які утворилися внаслідок перенесення продуктів руйнування суходолу й перевідкладення їх на схилах, у долинах рік, морських та озерних басейнах. З теригенних відкладів утворюються уламкові гірські породи. Розрізняють такі їх різновиди:

- алювіальні — незцементовані відклади постійних водних потоків (річок, струмків), що складаються з уламків різного ступеня обкатаності і розмірів (валуни, галька, гравій, пісок, суглинок, глина);
- пролювіальні — відклади, що нагромаджуються біля підніжжя гір внаслідок змивання зі схилів продуктів вивітрювання;
- делювіальні — продукти вивітрювання гірських порід (глина, пісок, щебінь та ін.), наноси, що утворюються біля підніжжя та на нижніх частинах схилів висот внаслідок змивання зруйнованих гірських порід з верхніх частин цих схилів дощовими потоками і талими сніговими водами, а також під впливом сили тяжіння, морозного зсуву та текучості ґрунту (соліфлюкція);
- елювіальні — це продукти вивітрювання гірських порід, що не переносяться агентом вивітрювання, а залишаються на місці утворення і зберігають якості материнської породи, утворюючи так звану кору вивітрювання;
- гляціальні — геологічні відклади, утворення яких генетично пов'язане із сучасними або стародавніми гірськими льодовиками й материковими покривами;

- органогенні (біогенні) — осадові гірські породи, що утворилися з решток рослинних і тваринних організмів або продуктів їх життєдіяльності. Поділяють на морські і континентальні. Розрізняють:

- фітогенні (каустобіоліти, діатоміти та ін.);
- зоогенні (вапняки, крейда, спонголіти, радіолярити);
- змішаного походження (трепели й опоки);

- хемогенні — група гірських порід, що утворилися шляхом хімічного осадонакопичення з вод або розчинів без участі біологічних процесів. У їхньому утворенні значну роль грає процес випаровування, тому хемогенні пород також називають евапоритами. Хемогенні породи поділяються на сульфатні та галоїдні породи. Найпоширенішими є сульфатні породи — це ангідрити і гіпс. Група галоїдних порід представлена кам'яною сіллю (галітом) й калійними солями (карналітом та сильвінітом). Залежно від способу і місця виникнення, а також походження вод і розчинів хемогенні гірські породи можуть бути:

- осадовими;
- гідротермально-осадовими;
- гідротермальними;

- техногенні.

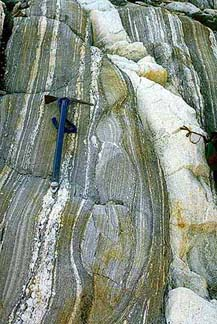
Метаморфічна гнейсова (смугаста) структура гірської породи

- Метаморфічні гірські породи утворились із магматичних та осадових внаслідок перекристалізації на глибині під впливом високої температури і великого тиску, а також різних фізико-хімічних процесів. Це породи:

- регіонального метаморфізму, що відбувається при зануренні порід на велику глибину при високих температурах і тиску. Характерною особливістю такого метаморфізму є сланцева або гнейсова (смугаста) текстура та кристалічнозерниста структура. Гірські породи регіонального метаморфозу у більшості своїй представлені сланцями — породами з явно вираженою сланцевою текстурою, їх назва визначається вмістом переважаючого мінералу (хлоритовий сланець, тальковий сланець, мусковітовий сланець, біотитовий сланець тощо);
- контактового метаморфізму, що відбувається на контакті прориву магми в товщу земної кори. Характерною особливістю такого типу метаморфізму є повнокристалічна структура, масивна текстура і невелика пористість. Породи метаморфізму контактового типу — гнейс (гранітогнейс, діоритогнейс, сієнітогнейс та ін.), кварцит, мармур;
- динамометаморфізму, обумовленого одностороннім тиском при гороутворенні. Відмінними ознаками гірських порід такого типу метаморфізму є безладна структура та текстура. Продукти динамометаморфізму — тектоніти.

У земній корі до глибини 16 км співвідношення цих гірських порід приблизно таке: 60 % складають магматичні, 32 % — метаморфічні і 8 % — осадові. У той же час майже 76 % поверхні Землі і дна водоймищ вкрито крихкотілими шаруватими гірськими породами осадового походження. При цьому найбільше розповсюдження мають глини та глинисті породи, на частку яких припадає 76 % відкладів, на долю пісків, пісковиків, вапняків та інших — 25 %.

### За речовинним складом

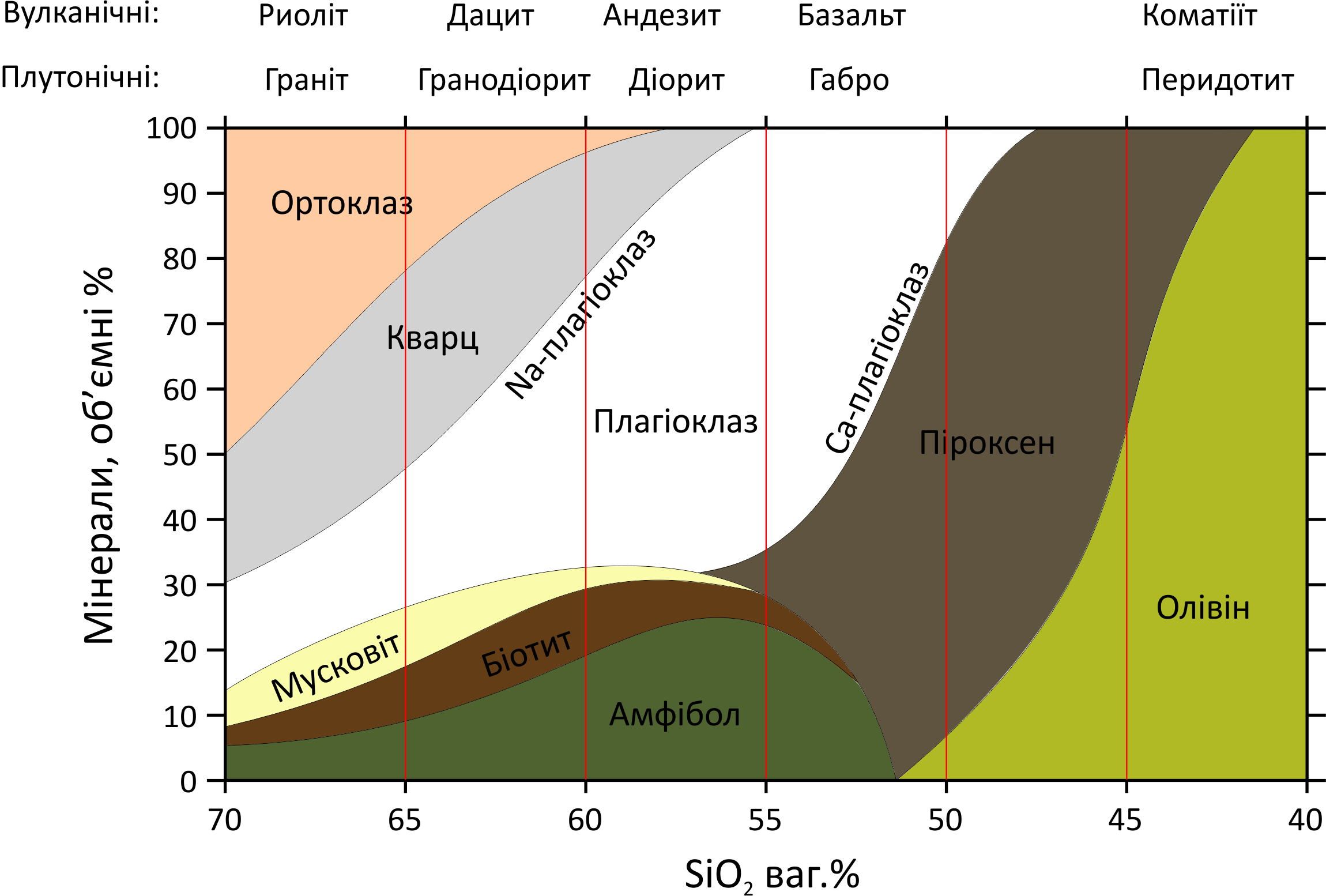
Класифікаційна петрохімічна діаграма магматичних порід

Магматичні гірські породи за вмістом кремнезему (SiO2) умовно ділять на:
- кислі (понад 65 % SiO2) — інтрузивні: граніт, пегматит, кварцовий порфір; ефузивні: ліпарит, дацит, обсидіан (вулканічне скло), пемза;
- середні (65-52 %) — інтрузивні: діорит, сієніт; ефузивні: трахіт, андезит;
- осно́вні (52-40 %) — інтрузивні: габро, норити, габронорити і лабрадорити; ефузивні: базальти, діабази, долерити;
- ультраосно́вні (менше від 40 %) — породи лише інтрузивного походження: дуніт, піроксеніт, перидотит;

за метасоматичними змінами:
- кайнотипні‎ — незмінені чи частково змінені вторинними процесами ефузивні та інтрузивні магматичні гірські породи;
- палеотипні‎ — переважно ефузивні магматичні породи, що зазнали суттєвих змін внаслідок вторинних процесів.

Осадові гірські породи виникли внаслідок відкладення (механічного, хімічного, органічного) з води та повітря продуктів руйнування магматичних і метаморфізованих порід, решток живих організмів тощо.
В осадових гірських породах виділяють первинні мінерали, які збереглися після руйнування материнської породи, наприклад кварц, слюди у піску; сингенетичні, які утворились у процесі формування осадових порід (наприклад, каолініт у глинах); уламки будь-яких гірських порід — магматичних, метаморфічних, самих осадових (наприклад, граніт та кварцит у щебені, гальці); органічні залишки.
Мінерали осадових порід бувають у кристалічному, аморфному та колоїдному станах. Нарівні з первинними мінералами (польовими шпатами, кварцом, слюдами) в осадових породах велике значення мають мінерали новоутворень, наприклад глинисті мінерали — каолініт, гідрослюди та низка інших мінералів осадового походження: кальцит, доломіт (карбонати), гіпс, ангідрит (сульфати), які відсутні в магматичних породах.
Метаморфічні гірські породи за мінеральними асоціаціями поділяють на фації:
- зеленосланцева (хлорит, зелена рогова обманка, епідот)
- амфіболітова (амфібол, слюди, рідше гранат)
- гранулітова (кварц, польовий шпат, гранат, рідше піроксен)
- санідинітова і піроксен-роговикова (дуже висока температура і дуже низький тиск).

Метаморфогенні глинисті породи — гірські породи початкових стадій метаморфізму осадових глинистих порід, утворені внаслідок різних фізико-хімічних факторів (аргіліти, глинисті сланці).
Якщо вміст мінералів у гірській породі дорівнює або перевищує 10 % (за об'ємом), то вони називаються головними породоутворюючими, а якщо менше 10 % — другорядними. Розрізняють первинні мінерали і вторинні. Первинні утворились водночас з гірською породою, а вторинні — в процесі формування та подальшої історії гірської породи. Первинними мінерали можуть бути для одних гірських порід і ті ж самі мінерали — вторинними для інших. Наприклад, такий мінерал, як каолініт, виявляється первинним у глині і вторинним у граніті.
Породоутворюючі мінерали беруть неоднакову участь у будові гірських порід. Найбільша роль польових шпатів — вони становлять до 60 % від об'єму магматичних порід, близько 30 % метаморфічних і до 12 % осадових. Кварц бере участь також у будові як магматичних та метаморфічних, так і осадових порід, складаючи близько від 12 % об'єму земної кори. Карбонати становлять лише 1,7 % від об'єму, а сульфати — 0,1 %.
Класифікація найпоширеніших породоутворюючих мінералів за хімічним складом подана у таблиці.
| Клас                 | Мінерали |
| -------------------- | --- |
| Силікати             | Олівін, мусковіт, біотит, тальк, альбіт, лабрадор, ортоклаз, мікроклін, каолініт, плагіоклаз, монтморилоніт, нефелін, хлорит |
| Карбонати            | Кальцит, доломіт галіт, малахіт, сидерит, магнезит, арагоніт                                                                 |
| Сульфати             | Гіпс, ангідрит, барит, мірабіліт                                                                                             |
| Сульфіди             | Пірит, сфалерит, галеніт, халькопірит, кіновар, аурипігмент                                                                  |
| Оксиди та гідроксиди | Кварц, опал, халцедон, корунд, лімоніт, гематит, магнетит, боксит, рубін, сапфір                                             |
| Фосфати              | Апатит, фосфорит, вівіаніт                                                                                                   |
| Галоїди              | Галіт, сильвін, карналіт, флюорит                                                                                            |
| Самородні елементи   | Алмаз, графіт, сірка, срібло, золото, платина, мідь, арсен, бісмут                                                           |

### За структурою
Під структурою гірської породи мають на увазі її будову, обумовлену формою і величиною мінералів, що її утворюють, ступенем їх кристалізації, взаємовідношеннями і засобами зростання. Структура відбиває умови утворення гірських порід.
Розрізняють такі типи структур: повнокристалічну, порфірову та аморфну.
Повнокристалічна структура може бути рівномірно зернистою, коли кристали мінералів, які входять до складу гірської породи, мають приблизно однакові розміри. За величиною зерен (кристалів) повнокристалічна структура буває: крупнозернистою (розмір зерен у поперечнику понад 3 мм); середньозернистою (1…3 мм) та дрібнозернистою (до І мм). Потайнокристалічна (приховано-кристалічна) структура може бути виявлена лише під мікроскопом.
Порфірові структури теж належать до кристалічних і характеризуються наявністю крупних кристалів, які занурені в агрегат кристалічних зерен меншого розміру або у склоподібну основну масу. Подібні структури утворюються у тому випадку, коли кристалізація здійснюється у два етапи: на першому етапі на великій глибині утворюються крупніші кристали, на другому — на значно меншій глибині — кристалізується решта магми.
Некристалічні (аморфні, склуваті) структури притаманні породам, які складаються з нерозкристалізованої основної маси.

### За іншими показниками
В залежності від характеру зв'язків окремих зерен розрізняють такі типи гірських порід:
- пухкі (роздільно-зернисті) — механічні суміші різних мінералів або зерен одного мінералу, не пов'язаних між собою, наприклад, пісок, гравій, галька;
- зв'язні (глинисті) — гірські породи з водно-колоїдними зв'язками часток між собою, наприклад, глини, суглинки, боксити; їх особливість — висока пластичність при насиченні водою;
- тверді (скельні та напівскельні) — з жорсткими та пружними зв'язками, що мають фізико-хімічну природу, наприклад, пісковики, граніти, діабази, ґнейси.

Як об'єкт гірничих розробок гірські породи поділяють на скельні, напівскельні, щільні, м'які, сипучі, зруйновані.
За текстурою — однорідні і неоднорідні. Під текстурою породи розуміють характер розташування її складових частин у просторі та щільність породи. Серед однорідних текстур виділяють масивні (суцільні) текстури, які складені мінералами без будь-якої орієнтації, серед неоднорідних — сланцюваті (порода розсланцьована на окремі пластинки), гнейсоподібні, у яких мінерали розташовані паралельно один до одного, флюїдальні — мінерали витягнуті в одному напрямку, пористі (шлакові) — за наявності у породі великої кількості пор та порожнин. Для осадових сипучих гірських порід характерна безладна текстура, оскільки її складові частини (зерна, уламки) можуть розташовуватись як завгодно.

## Властивості

### Фізичні властивості
Як фізичні тіла гірські породи характеризуються щільнісними, пружними, міцнісними, тепловими, електричними, магнітними, радіаційними та іншими властивостями, які в першу чергу залежать від їх мінерального складу і макробудови (структурно-текстурних ознак).
Фізико-механічні властивості:
- густина гірських порід 1000 (туфи) — 4700 кг/м³;
- модуль поздовжньої пружності 5·109−1,5·1011 Па;
- коефіцієнт Пуассона 0,15-0,38;
- границя міцності при стисненні до 5·108 Па;
- границя міцності при розтягу до 2,0·107 Па.

Тепло-фізичні властивості:
- коефіцієнт теплопровідності 0,2−10 Вт/(м·К);
- питома теплоємність 0,5-1,5 кДж/кг·К;
- коефіцієнт лінійного теплового розширення 2·10−6−4·10−4К−1.

Електромагнітні властивості:
- питомий електричний опір 10−2−1012 Ом·м;
- відносна діелектрична проникність 2−30;
- магнітна сприйнятливість 10−7−3,0.

### Гірничотехнічні властивості
Характеристики та гірничо-технологічні властивості гірських порід — міцність, абразивність, твердість, буримість, висаджуваність, збагачуваність.
Відмінною особливістю гірських порід є їх багатоагрегатність, обумовлена тим, що пори та тріщини гірських порід в природних умовах заповнені газами, рідинами або сторонніми породами.
Особливу групу складають органогенні гірські породи — вугілля. Викопне вугілля — це тверді каустобіоліти, які є продуктами метаморфізму залишків рослин. За походженням та складом рослинних залишків розрізняють гумусове, сапропелітове та ліптобіолітове вугілля. Вугілля являє собою аморфну масу, що є механічною сумішшю або твердим розчином різних органічних компонентів з включеннями неорганічних домішок.

### Колекторні властивості
Властивості гірських порід пропускати через себе рідкі та газоподібні флюїди і акумулювати їх у порожнинному просторі. Основні параметри: проникність, ємність, флюїдонасиченість. Проникність гірських порід — найважливіший параметр колектора, який визначає потенційну можливість вилучення з породи нафти та газу. Розрізняють абсолютну, ефективну і відносну проникність. Абсолютна (фізична) — проникність при фільтрації однорідної рідини або газу визначається геометрією порового простору і характеризує фізичні властивості породи. Ефективна проникність — здатність породи пропускати флюїд у присутності інших флюїдів, що насичують пласт, — залежить від складності структури порового простору, поверхневих властивостей, наявності глинистих часток. Відносна проникність зростає зі збільшенням насиченості породи флюїдом і досягає максимального значення при повному насиченні; для нафти, газу, води вона коливається від 0 до 100%-го насичення. Загальну ємність порід-колекторів складають порожнини трьох основних типів, що розрізняються за генезисом, морфологією, умовами акумуляції і фільтрації нафти і газу. Загальна ємність гірських порід характеризується сумарним об'ємом пор, каверн, тріщин. Заповнення і витіснення флюїдів у пластах залежать від особливостей будови ємнісного простору гірських порід (розмір, форма, сполучуваність пустот зумовлюють режим фільтрації рідин і газів), від міри вияву капілярних сил, від характеру розподілу залишкових флюїдів. Порові канали характеризуються переважанням капілярних сил над гравітаційними, каверни — переважаючим впливом гравітаційних сил, у тріщинах одночасно виявляється дія капілярних і гравітаційних сил. Вияв тих або інших сил зумовлює величину ефективної пористості, проникність і збереження частини залишкової води в колекторах.
Гідрогеологічними властивостями гірських порід визначається їхня взаємодія з підземними водами. Від них залежить їх рух та накопичення в літосфері, а також різні фізико-хімічні перетворення в системі «порода –вода». Серед таких властивостей гірських порід для інженерної геології найважливішими є: вологість, вологоємність, водовіддача, водопроникність та капілярність. Вони, у свою чергу, залежать від гранулометричного складу, тріщинуватості і шпаруватості порід
Гірськими породами складені верхні оболонки планет земної групи (Меркурій, Венера, Марс), а також Місяць, астероїди, супутники планет-гігантів.

### Гідрогеологічні властивості гірських порід
Гідрогеологічними властивостями гірських порід визначається їхня взаємодія з підземними водами. Від них залежить їх рух та накопичення в літосфері, а також різні фізико-хімічні перетворення в системі «порода–вода». Серед таких властивостей гірських порід для інженерної геології найважливішими є: вологість, вологоємність, водовіддача, водопроникність та капілярність. Вони, у свою чергу, залежать від гранулометричного складу, тріщинуватості і шпаруватості порід.

### Гранулометричний склад i шпаруватість
Гранулометричний склад це процентний вміст у розсипчастій породі часток різних фракцій. Цей показник служить класифікаційною ознакою, котра дозволяє встановити назву породи. Зазвичай гранулометричний склад подають у вигляді стандартної таблиці на основі проведеного механічного аналізу породи. Визначення назви породи відбувається за таблицею механічного аналізу порід.
Шпаруватість породи — це загальний об'єм усіх порожнин у породі, обумовлений пористістю, тріщинуватістю, кавернозністю, наявністю карстових порожнин тощо. Кількісними показниками шпаруватості є пористість i коефіціент пористості.

### Водні властивості порід
Вологістю називається співвідношення маси води та маси сухих часток ґрунту в певному об'ємі породи, виражене в частках одиниці.
Природна вологість — кількість води, що вміщується у порах породи в умовах її природного залягання. Розрізняють вагову, відносну i об'ємну вологість породи. Вологість, виражена за відношенням до маси абсолютно сухої породи, має назву вагова вологість. Відносна вологість — співвідношення маси води в породі до об'єму пор. Відносна вологість також має назву коефіцієнта водонасичення, або ступеня вологості, бо вона характеризує ступінь заповнення пор водою. При коефіцієнті водонасичення, близькому до одиниці, у породі утворюються двофазова система (мінеральні частки + вода); при коефіцієнті водонасичення, меншому за одиницю, система є трифазовою (мінеральні частки + вода + повітря).
Об'ємна вологість — це співвідношення об'єму води, що знаходиться в порах, до об'єму всієї породи.
Вологоємність — здатність речовини поглинати i утримувати певну кількість вологи, що виражається в вагових або об'ємних одиницях. Розрізняють вологоємність максимальну гігроскопічну, максимальну молекулярну, капілярну i повну.
Максимальна гігроскопічна вологоємність є максимальною кількістю води, яку може сорбувати порода з повітря за повного насичення його водяною парою; є величиною постійною для кожної породи. Максимальна молекулярна вологоємність — вологість породи, що відповідає максимальному вмісту в ній фізично зв'язаної води. Вологоємність капілярна — вологість породи, що відповідає заповненню водою капілярних порожнин. Вологоємність повна — максимальна кількість води, що утримується породою за повного насичення її водою.
В практиці за вологоємністю породи поділяються на вологоємні — торф, глини, мули; маловологоємні — піски дрібнозернисті i пилуваті, мергелі, крейда; невологоємні — галька, гравій, піски крупнозернисті, масивні вапняки та деякі інші породи.
Водовіддача гірських порід — здатність порід, насичених водою, віддавати гравітаційну воду. Чисельно вона дорівнює різниці між повною i максимальною молекулярною вологоємностями. Величина її виражається коєфіцієнтом водовіддачі — процентним співвідношенням об'єму вільно витікаючої з породи води до об'єму породи.
Гірські породи мають різну водовіддачу. Крупнозернисті піски, галька і гравій відрізняються високою водовіддачою, а торф i глина — дуже малою.
Водопроникність гірських порід — властивість порід пропускати через себе воду внаслідок наявності тріщин, пор та інших порожнин. Ступінь водопроникності породи визначається кількістю та розмірами порожнин. Чим крупніші пори i тріщини в ній, тим легше вода проникає через таку породу, i навпаки. Порода з дуже великою пористістю може бути малопроникною для води або навіть непроникною (водотривкою), наприклад глина. Відмічено, що з підвищенням вологоємності порід знижується їхня водопроникність.
За ступенем водопроникності всі породи поділяють на три групи: водопроникні — розсипчасті уламкові породи (галька, гравій, пісок); напівпроникні – глинисті піски, лесоподібні породи, супіски, суглинки, мергелі; непроникні (водотривкі) — глини, дуже розкладений торф, масивні породи без тріщин. Ступінь водопроникності порід визначається їхнім коєфіцієнтом фільтрацїї.
Породи, що пропускають воду, називаються водопроникними. Водопроникність залежить від розмірів пор та порожнин і характеризується коефіцієнтом фільтрації. Коефіцієнт фільтрації (водопроникності) (Кф) — величина, що характеризує водопропускну властивість гірських порід, яка є постійною для певної породи. Він характеризує швидкість фільтрації за напірного градієнта, що дорівнює одиниці і має розмірність м/доб. або м/с. У породі із високою водопроникністю (галечник, гравій, грубозернистий пісок) коефіцієнт фільтрації часто перевищує 10 м/доб., у слабоводопроникних порід (супіски, суглинки) він не перевищує 0,01–0,001 м/доб. Породи з низьким Кф (нижче 0,001 м/доб.) вважаються водонепроникними, або водотривкими.
Капілярність — фізичне явище підняття i утримання води в тонких капілярних трубках, порах, тріщинах порід i ґрунтів під дією сил поверхневого натягу, які розвиваються на границі твердої i рідинної фаз.
Висота капілярного здіймання рідини в порах є обернено пропорційною до діаметра пор. Розміри пор у породі збільшуються  залежно від розмірів часток, що її складають. Практично можна вважати, що за величини часток породи понад 2 мм капілярне здіймання відсутнє. У пісків середньої за розмірами зернистості воно складає 15–35 см, у супісків — 100–150 см i у глин — 400–500 cм. Час капілярного здіймання до граничної висоти для різних порід є різним. Встановлено, що чим більшою є висота капілярного здіймання, тим меншою є швидкість самого підйому.
Капілярні явища в одних випадках приносять користь, в інших — шкоду. Завдяки висхідному капілярному руху рослини отримують водне живлення з глибших шарів. А ось у районах поширення високомінералізованих підземних вод капілярний висхідний рух призводить до засолення ґрунтів i утворення солончаків. Це явище шкідливо позначається на стійкості порід у підвалах споруд i на стійкості схилів. Тому з капілярним явищем у породах часто доводиться боротися.

## Ідентифікація гірських порід
Визначення гірської породи починають з визначення кольору та його відтінків, що вказує на належність до того чи іншого типу у хімічній класифікації. Потім за структурою та текстурою визначають походження та головні породоутворюючі мінерали. За цими ознаками і визначають назву гірської породи.

## Геолого-генетичні комплекси порід
Геолого-генетичні комплекси порід, що є близькими за складом, поєднуються в інженерно-геологічні групи, які характеризуються подібними типами зв'язків між частинками порід та схожими властивостями гірських порід — міцністю, деформованістю, водопроникністю, а також можливістю виникнення в породах тих або інших сучасних геологічних процесів. Геолого-генетичні комплекси порід, віднесені до відповідних інженерно-геологічних груп і доповнені характеристиками підземних вод та сучасних геологічних процесів, набувають нового інженерно-геологічного змісту, а тому можуть бути виділені в інженерно-геологічні комплекси.
Геолого-генетичні комплекси поділяються на світи, яруси та шари. Світи характеризуються схожими умовами утворення осадових порід, їх фаціально-літологічним складом та віком і можуть складатися як цілком із однорідних, так і перешарованих порід (наприклад, сланці, перешаровані з пісковиками). Підсвіти характеризуються однорідним складом на значних просторах, відсутністю у осадконакопичинні та кутових неузгоджень. Окремі шари порід, виділені усередині товщі, повинні бути однорідними за складом порід. Виділення формацій дає можливість прогнозувати загальні інженерно-геологічні особливості порід, передбачати наявність найбільш імовірних комплексів гірських порід із певними фізико-механічними властивостями, а також характер приурочених до них підземних вод.

## Вода у гірських породах
Вода зустрічається у гірських породах у твердому, рідинному і пароподібному станах. У вигляді льоду вона присутня в породах у тих районах земної кулі, де середньорічні температури є нижчими за нуль градусів. Водяна пара насичує породи в областях з аридним кліматом. В основному ж вода знаходиться у земній корі у рідинному стані. Розрізняють декілька видів води у гірських породах:
- 1. Кристалізаційна вода — входить до складу кристалічних решіток мінералів. Прикладом можуть слугувати гіпс Ca[SO4]•2H2O, лімоніт Fe2O3•nH2О та ін. Суттєвої ролі у геологічних процесах ця вода не відіграє.
- 2. Гігроскопічна вода — присутня у слабковологих породах, де вона облямовує тонким (молекулярним) шаром окремі зерна мінералів. Вона утворюється шляхом конденсації водяної пари з ґрунтового повітря і видаляється лише під час нагрівання.
- 3. Плівкова вода — утворює на зернах мінералів тонку плівку, що здатна пересуватися під дією молекулярних сил.
- 4. Капілярна вода — заповнює дрібні пори розміром до 1 мм і утримується в них силами поверхневого натягу (Ван-дер-Ваальса). Так само, як і плівкова вода, під час випаровування вона переміщується з нижніх горизонтів у верхні. Капілярні води вміщуються у тонкопористих породах, таких як глини, суглинки, супіски.
- 5. Гравітаційна вода — заповнює пори діаметром більше 1 мм. Вона здатна пересуватися під дією сили тяжіння (гравітації) з вищих горизонтів у нижчі. На відміну від попередніх типів вод її називають «вільною». Гравітаційна вода відіграє виключно важливу роль у формуванні твердого та рідинного підземного стоку.

За походженням підземні води поділяють на інфільтраційні, конденсаційні та магматогенні.
Інфільтраційні води утворюються під час інфільтрації (просочування) у ґрунт атмосферних опадів та інших поверхневих вод. Вони відіграють найсуттєвішу роль у формуванні підземного стоку та кругообігу води у природі, а також розвитку таких геодинамічних явищ, як суфозія та карст.
Седиментаційні води — це води, що накопичуються в осадах на дні водоймищ. До цього ж типу відносять залишкові води, що збереглися на місці існувавших колись морських басейнів.
Конденсаційні води — утворюються під час конденсації водяної пари у ґрунтах і породах. Розповсюджені у зоні пустель, де їм відводиться основна роль у поповненні ресурсів підземних вод.
Магматогенні води — води глибинного або ендогенного походження. Їх наявність обґрунтував австрійський геолог Е. Зюсс, створивши теорію походження підземних вод за інтрузивних та ефузивних процесів. Вона полягає в тому, що під час цих процесів із магми, що вміщує до 10 % Н2О, виділяється пара води, а також гази — кисень і водень, які надалі утворюють воду. Окрім того, у зоні глибокого метаморфізму відбувається дегідратація мінералів, що вміщують конституційну (кристалізаційну) воду. Пара води, що утворилася таким чином, піднімається вгору з зон високих температур і тисків у зони з нижчими температурами і тисками та конденсується, перетворюючись у підземну воду. Магматогенні підземні води мають назву ювенільних.

## Гірські породи в Україні
В Україні глибинні магматичні й метаморфічні поширені в межах Українського кристалічного щита й Рахівського масиву у Східних Карпатах, вивержені гірські породи (андезити, порфірити, діорити, базальти та ін.) є в усіх регіонах України, але найбільшого розвитку вони досягли у Криму й на Закарпатті. Найпоширенішими в Україні осадовими гірськими породами є піски, пісковики, глини, вапняки тощо.